# William Hoard
William Dempster Hoard (ur. 10 października 1836 w Stocksbridge, stan Nowy Jork, zm. 22 listopada 1918) – amerykański polityk, z ramienia Partii Republikańskiej gubernator stanu Wisconsin.
Służył w armii w okresie wojny secesyjnej. W późniejszych latach zajął się działalnością publicystyczną, wielokrotnie występował przeciwko obniżaniu jakości żywności.
Na stanowisku gubernatora zastąpił w 1889 Jeremiaha Ruska. Podjął m.in. próbę zreformowania szkolnictwa, wprowadzając obowiązek szkolny dla wszystkich dzieci od 5. roku życia (60 dni szkolnych w roku). Inicjatywa gubernatora nie spotkała się z pozytywną reakcją zarówno rodziców, jak i nauczycieli; Hoard zażądał, żeby we wszystkich szkołach – także prywatnych – lekcje prowadzono w języku angielskim (wcześniej prywatne szkoły prowadziły naukę m.in. po niemiecku, francusku i polsku).
W 1891 nowym gubernatorem Wisconsin został George Peck.